# 真玉大塚古墳
真玉大塚古墳（日语：／ Matamaōtsukakofun）是位於日本大分縣豐後高田市西真玉的一座前方後圓墳，豐後高田市指定史跡。

## 概要
古墳位處大分縣北部，國東半島北部的丘陵末端部分。部分墳丘由於建造社殿等工程已遭到大幅削平。1950年代，考古學家賀川光夫進行了測量調查，1995年真玉町教育委員會再次進行了測量調查，而在1996-97年則進行了範圍確認調查。
古墳是前方後圓墳，前方部分朝西南。墳丘有3層，長約100米，為大分縣北部古墳中規模最大，其表面鋪有葺石，也出土了圓筒埴輪和屋形埴輪。墳丘周圍被盾形雙重周濠所包圍，連同周濠的話，墳丘全長約135米。古墳的東北方向約70米建有一座小塚古墳，被認為是本古墳陪葬墓。墓室形態雖然不明，但是傳聞以前可以看到石棺。
古墳推測建於古墳時代中期（約5世紀後半），被認為是國東半島的首長墓，其中出土文物圓筒埴輪確認是以淡輪技法製作而成，從而推測過去曾經與紀伊的首長層有交流。
1977年，古墳獲指定為真玉町指定史跡（現豐後高田市指定史跡）。

## 文化財

### 豐後高田市指定文化財
- 史跡
  - 大塚古墳，1977年1月12日指定[2]。

## 外部連結
- 豊後高田市の前方後円墳について > 真玉大塚古墳 （页面存档备份，存于）